# Friedrich-Ebert-Straße 243 (Mönchengladbach)

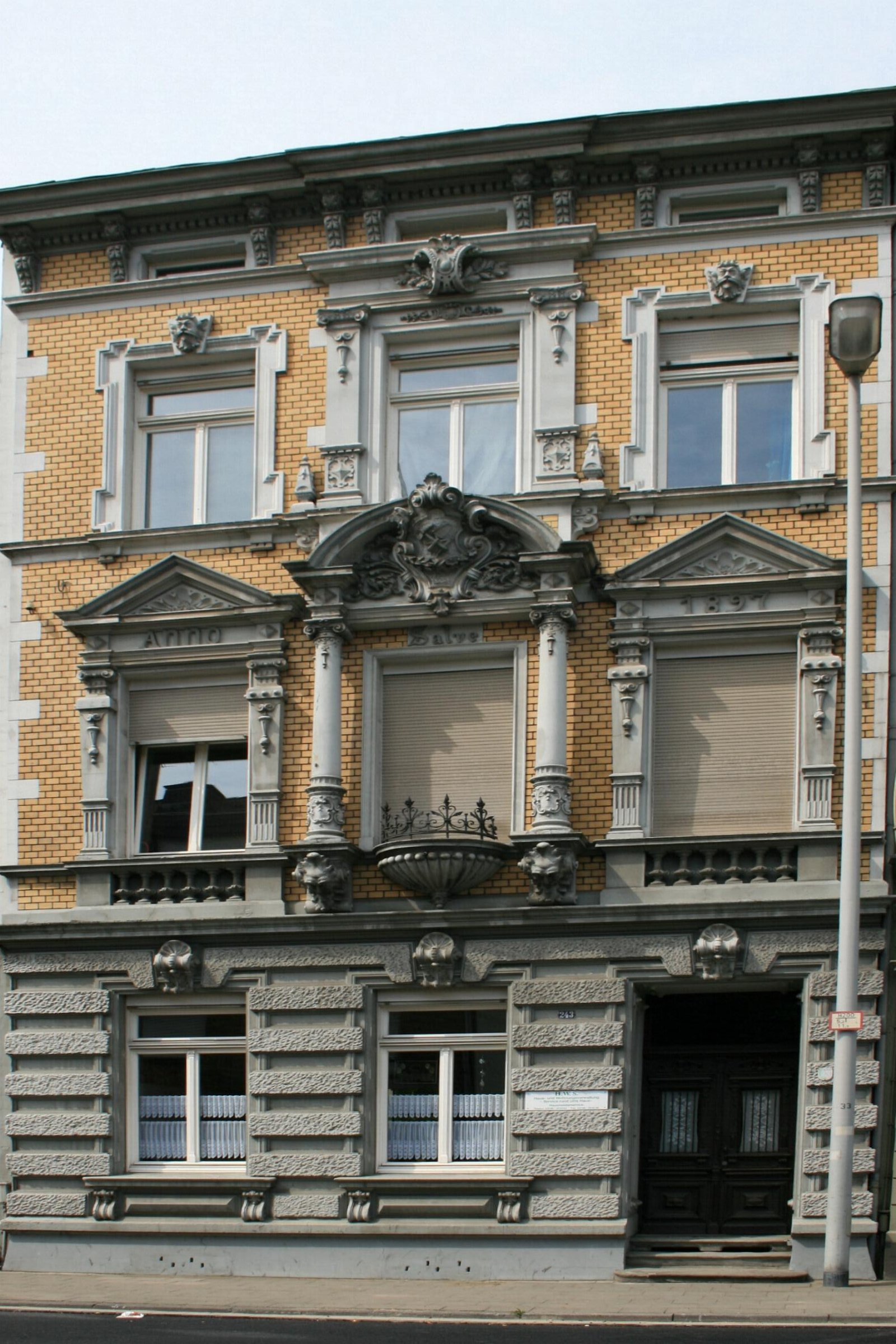
Wohnhaus (2010)

Das Wohnhaus Friedrich-Ebert-Straße 243 steht im Stadtteil Grenzlandstadion in Mönchengladbach (Nordrhein-Westfalen).
Das Gebäude wurde 1897 erbaut. Es ist unter Nr. F 006 am 4. Dezember 1984 in die Denkmalliste der Stadt Mönchengladbach eingetragen worden.

## Architektur
Das Objekt aus dem Jahre 1897 ist ein dreigeschossiges Drei-Fenster-Wohnhaus mit einem Satteldach.